# Aussteuerung (Sozialversicherung)
Als Aussteuerung bezeichnet man im Bereich der Sozialversicherungen allgemein den Übergang von einem höheren in ein niedrigeres Unterstützungssystem.

## Krankenversicherung
Im Bereich der Krankenversicherung bezeichnet man das Auslaufen der Zahlung von Krankengeld durch die Krankenkasse als Aussteuerung. Dies kann beispielsweise vorkommen bei langjähriger, auf nicht absehbare Zeit fortbestehender Arbeitsunfähigkeit. Die Krankengeldzahlung der gesetzlichen Krankenversicherung (GKV) ist auf maximal 78 Wochen für die gleiche Krankheit innerhalb eines Zeitraums von drei Jahren begrenzt (in diesem Zeitraum ist die normalerweise greifende gesetzliche Lohnfortzahlung von sechs Wochen bereits enthalten). Der Betroffene kann dann beispielsweise die Zahlung von Arbeitslosengeld oder Arbeitslosengeld II beantragen.
Unter anderem gibt es folgende Möglichkeiten nach Ende des Krankengeldes:
- Rückkehr in den Beruf (sofern gesundheitlich möglich), Wiedereingliederung
- Arbeitslosengeld I („Nahtlosigkeitsregelung“)
- Erwerbsminderungsrente bei dauerhafter Erwerbsunfähigkeit, bzw. Berufsunfähigkeit
- Grundsicherung, falls keine andere Option greift[3]

## Arbeitslosenversicherung
Im Bereich der Arbeitslosenversicherung bezeichnet man allgemein das Ausscheiden eines Arbeitslosen aus dem Leistungsbezug als Aussteuerung; der Begriff ist heute in Deutschland nicht mehr gebräuchlich, jedoch noch üblich in der Schweiz und in Österreich.
Die deutsche Bundesagentur für Arbeit zahlte für die Kalenderjahre 2005 bis 2012 an den Bund einen so genannten Aussteuerungsbetrag bzw. Eingliederungsbeitrag „für jeden (Langzeit-) Arbeitslosen entrichten […], der nicht mehr von ihr das beitragsfinanzierte Arbeitslosengeld, sondern vom Staat das steuerfinanzierte ALG II erhält“.
Sozialversicherungsgeschichtlich relevant ist auch der Übergang von der Erwerbslosenfürsorge in die Wohlfahrtsfürsorge, die zur Zeit der Weimarer Republik ebenfalls als Aussteuerung bezeichnet wurde. Als doppelte Aussteuerung bezeichnet man hier den Übergang von der Arbeitslosenversicherung zur Krisenfürsorge und schließlich zur kommunalen Wohlfahrtshilfe.